# Càl·lies III
Càl·lies III o Càl·lias III（en llatí: Callias, en grec antic: Καλλίας) era fill d'Hipònic III i de la que després va ser muller de Pèricles, segons Plutarc. Formava part de la família dels Càl·lies-Hipònic i va viure al segle iv aC.
Era conegut per les seves extravagàncies i prodigalitat. Va heretar la fortuna paterna segurament l'any 424 aC, cosa que sembla confirmar el poeta còmic Èupolis que el menciona en una de les seves comèdies representada aquell any, on diu que havia entrat en possessió d'una considerable herència. L'any 400 aC va intentar acusar Andòcides per profanació als Misteris d'Eleusis, però no se'n va sortir, i si es pot creure el discurs de defensa de l'acusat, la profanació l'hauria comès el mateix Càl·lies.
L'any 392 aC va dirigir les tropes d'infanteria pesant que van anar a Corint quan Ifícrates va derrotar els espartans. Va ser nomenat un dels negociadors de la pau amb Esparta el 371 aC, on era proxenos de caràcter hereditari. Xenofont explica el discurs absurd i auto-glorificant que va fer en aquesta ocasió. Els diàlegs de Xenofont (El convit) i de Plató (Protàgores) succeeixen a casa seva. Plató el dibuixa com un personatge vividor, que es diverteix amb l'esgrima intel·lectual entre Protàgores i Sòcrates.
Va dilapidar la seva fortuna pagant a sofistes, aduladors i dones. Al capaltard de la seva vida es deia que s'havia empobrit fins a la més absoluta misèria, i Ateneu de Nàucratis menciona que es va suïcidar, però segurament va morir per la falta d'allò mínim necessari per viure. Va deixar un fill legítim de nom Hipònic.